# Lysania pygmaea
Lysania pygmaea är en spindelart som beskrevs av Tord Tamerlan Teodor Thorell 1890. Lysania pygmaea ingår i släktet Lysania och familjen vargspindlar. Inga underarter finns listade i Catalogue of Life.